# Грузское (Сумский район)
Грузское (укр. Грузьке) — село,
Николаевский сельский совет,
Сумский район,
Сумская область,
Украина.
Село ликвидировано в 1988 году .

## Географическое положение
Село Грузское находится на левом берегу ручья Крыга,
ниже по течению на расстоянии в 3 км расположено село Графское.
Ручей в этом месте пересыхает и на нём сделана запруда.

## История
- 1988 — село ликвидировано [1].